# UFC Fight Night: Te-Huna vs. Marquardt
UFC Fight Night: Te-Huna vs. Marquardt foi um evento de artes marciais mistas promovido pelo Ultimate Fighting Championship, ocorrido em 28 de junho de 2014 na Vector Arena em Auckland, Nova Zelândia.

## Background
Este evento foi o primeiro evento do UFC a ocorrer na Nova Zelândia.
O evento principal foi a luta entre os pesos-médios James Te-Huna e Nate Marquardt.
Anthony Perosh enfrentaria Gian Villante no evento, porém, uma lesão o tirou do evento. Sendo assim substituído por Sean O'Connell.
Cláudio Silva iria enfrentar Neil Magny no evento, no entanto, uma lesão o tirou do evento e ele foi substituído pelo estreante na promoção, Rodrigo Goianá de Lima.
Era esperado que Jon Delos Reyes enfrentasse Richie Vaculik no evento, mas uma lesão tirou Delos Reyes da luta, sendo substituído por Roldan Sangcha-an.

## Bônus da Noite
- Luta da Noite:  Gian Villante vs.  Sean O'Connell
- Performance da Noite:  Nate Marquardt e  Charles Oliveira